# Manuel Vitorino de Paula Ramos
Manuel Vitorino de Paula Ramos (Recife, 27 de agosto de 1860 — 1925) foi um engenheiro e político brasileiro.
Filho de José Francisco de Paula Ramos.
Diplomado em engenharia pela Escola Politécnica do Rio de Janeiro (1883).
Foi deputado à Congresso Representativo de Santa Catarina na 1ª legislatura (1891 — 1893).
Foi deputado à Câmara dos Deputados na 2ª legislatura (1894 — 1896), na 3ª legislatura (1897 — 1899), na 5ª legislatura (1903 — 1906), na 6ª legislatura (1907 — 1909), na 7ª legislatura (1909 — 1911).
Foi nomeado tenente-coronel do exército brasileiro, por ter participado ao lado de Floriano Peixoto na Revolução Federalista.